# Унерадз
Унерадз (пол. Unieradz, нім. Neurese) — село в Польщі, у гміні Семишль Колобжезького повіту Західнопоморського воєводства.
Населення — 115 осіб (2011).

## Демографія
Демографічна структура станом на 31 березня 2011 року:
|          | Загалом | Допрацездатний вік | Працездатний вік | Постпрацездатний вік |
| -------- | ------- | ------------------ | ---------------- | -------------------- |
| Чоловіки | 60      | 15                 | 42               | 3                    |
| Жінки    | 55      | 12                 | 29               | 14                   |
| Разом    | 115     | 27                 | 71               | 17                   |